# Helge Slikker
Helge Slikker (Utrecht, 15 december 1977) is een Nederlandse film- en theatercomponist. Ook is hij onderdeel van de bands Storybox,
Miss Molly & Me en Happy Camper.

## Biografie
Helge Slikker werd geboren in Utrecht en in 2000 studeerde hij af aan de kleinkunstacademie Studio Herman Teirlinck in Antwerpen. Daarna is hij gaan componeren voor onder andere de Toneelmakerij, Toneelgroep Oostpool en Matzer Theaterproducties. In 2012 won hij een Gouden Kalf in de categorie beste muziek voor de film Kauwboy.

## Filmografie
- Kauwboy (2012)
- Mi kulpa (2013)
- In het niets (2013)
- He ovat paenneet (2014)
- Infiltrant (2014)
- Taart (2014; afl. Alaska)
- Het mooiste wat er is (2015)
- Ki (2015)
- Doris (2018)